# Neurosciences cognitives et imagerie cérébrale
Connu également sous le nom de LENA, le laboratoire est une Unité propre de recherche du CNRS créée en 1948. Il est situé au sein du Groupe hospitalier de la Pitié-Salpêtrière à Paris.
La thématique générale de l’Unité est l’étude du comportement intégré sain et pathologique chez l’Homme avec les techniques d'imagerie cérébrale qui s'y rapportent.

## Historique
Le laboratoire a été créé par Antoine REMOND en 1948 sous le nom de Laboratoire d'Électro-encéphalographie et de Neurophysiologie Appliquée (LENA).
Il a été dirigé successivement par Nicole Lessèvre, Bernard Renault puis par Line Garnero (depuis janvier 2005). Au 1er janvier 2009, l'équipe de recherche Cogimage issue du LENA s'est regroupée avec une vingtaine d'autres équipes en neurosciences du site de l'Hôpital La Pitié-Salpêtrière pour former le Centre de Recherche de l'Institut du cerveau et de la moelle épinière (CRICM).

## Axes de recherche
- Vision et Cognition (ViC)
- Analyse de la Dynamique Neuronale (ADN)
- Liages Dynamiques (LiDy)
- Méthodes & Modèles en Imagerie Cérébrale & Stéréotaxie (MMiXT)
- Perception du Temps & des Rythmes
- Magnétoencéphalographie (MEG)

## Logiciels
Le laboratoire développe ou collabore à un certain nombre de logiciels.
- NEURiNFARCT
- BrainStorm
- BrainVISA

## Liens
site officiel du LENA